# Biržai
Biržai (ibland även Birsen eller Bersen) är en stad i norra Litauen. Den är belägen vid ån Apaščia, en av Lielupes källfloder, och vid sjön Širvėna.

## Historia
Biržai ingick länge i Storfurstendömet Litauen och därefter i polsk-litauiska samväldet.
Det i slutet av 1500-talet uppförda slottet i Biržai, som då tillhörde furst Radziwiłł, intogs 26 augusti 1625 efter fem dagars belägring av svenskarna under Gustav II Adolf ("uthan någott skott aff stycken, allenast medh skyfflar och spadher") och därvid föll 70 större och mindre kanoner jämte annat byte i segrarens händer. Såsom en viktig förborg för Livland blev Biržai sedan ytterligare förstärkt, men i det 1627 ingångna stilleståndet avstods det till Radziwiłł. 1655 intogs det åter av svenskarna.
På ett möte i Biržai emellan tsar Peter den store och konung August den starke slöts 26 februari 1701 ett fördrag, genom vilket tsaren förband sig att låta 15 000–20 000 man väl övat fotfolk förena sig med sachsarna vid Düna samt att försträcka konungen 200 000 riksdaler på två år. Han avstod från alla anspråk på Livland och Estland, själv ville han föra kriget i Ingermanland. Tsaren skulle även söka genom rikliga vängåvor vinna de inflytelserikaste männen på polska riksdagen för att förmå denna till krigsförklaring mot Sverige. I juli 1701 intogs Biržai av svenskarna under J. A. Meijerfeldt, men förlorades 1703 till ryssarna. Den 15 september (gamla stilen) 1704 togs det åter av svenskarna under Adam Ludwig Lewenhaupt, som därpå sprängde slottet i luften.
Vid Polens delningar tillföll staden Kejsardömet Ryssland, där det hörde till guvernementet Kovno och till greve Tyszkiewicz.

## Sport
- FK Širvėna, fotbollsklubb.
- Biržų miesto centrinis stadionas